# クイーン・ナイジャ
クイーン・ナイジャ・ブルズ（英語: Queen Naija Bulls、1995年10月17日 - ）は、アメリカ合衆国の歌手、女優。本人の説明によるとミドルネームの正確な発音は「ナージャ(nɑːdʒə)」であり、「ナイジャ」ではない。

## 略歴
1995年10月17日、ミシガン州イプシランティ生まれ。父親はイエメン生まれのアラブ人、母親はリヴァ・ブルズ。二人きょうだいの長女。
キャピトル・レコードと契約。

## ディスコグラフィ
- 2017: "Medicine"
- 2018: "Karma"
- 2018: "Butterflies"
- 2018: "War Cry"
- 2019: "Away from You"
- 2019: "Good Morning Text"
- 2020: "Butterflies Pt.2"
- 2020: "Pack Lite"
- 2020: "Lie to Me" (特集 リル・ダーク)
- 2020: "Love Language"
- 2020: "Bitter" (特集 Latto)
- 2021: "Set Him Up" (特集 アリ・レノックス)
- 2022: "Hate Our Love" (と ビッグ・ショーン)
- 2023: "No Fake Love" (特集 ヤングボーイ・ネヴァー・ブローク・アゲイン)